# Potemnemus loriai
Potemnemus loriai là một loài bọ cánh cứng trong họ Cerambycidae.